# Platythyrea conradti
Platythyrea conradti (лат.) — вид муравьёв рода Platythyrea из подсемейства Ponerinae (Ponerini).

## Распространение
Встречается в западной и экваториальной Африке.

## Описание
Муравьи буровато-коричневого цвета (длина около 1 см). Населяет большие полости внутри ветвей живых деревьев. Колонии малочисленные, включают около 100 рабочих.
Единственный известный вид рода Platythyrea, имеющий эргатоидных самок (постоянно бескрылых матки) и у которого отсутствуют гамэргаты. У этого вида агрессивные взаимодействия происходят через антеннальный бокс и удары ногами. Эти взаимодействия устанавливают иерархию доминирования между маткой и рабочими или среди рабочих в колониях без маток и, вероятно, регулируют откладку яиц. В стабильных колониях с маткой (queenright colonies) только она откладывает яйца. Рабочие высокого ранга приступают к откладке гаплоидных яиц (из которых выходят только самцы) только после смерти матки (арренотокный партеногенез). При этом рабочие не оплодотворены, даже если у них есть сперматека.
Была описана мутуалистическая ассоциация между относительно крупными P. conradti и мелким дацетиновым муравьём Strumigenys maynei). Оба вида полностью живут в одном гнезде со взаимной выгодой: P. conradti извлекает выгоду из агрессивности S. maynei для защиты от вторгшихся нарушителей гнездовой территории, а S. maynei извлекает выгоду из инженерных гнездовых навыков P. conradti.

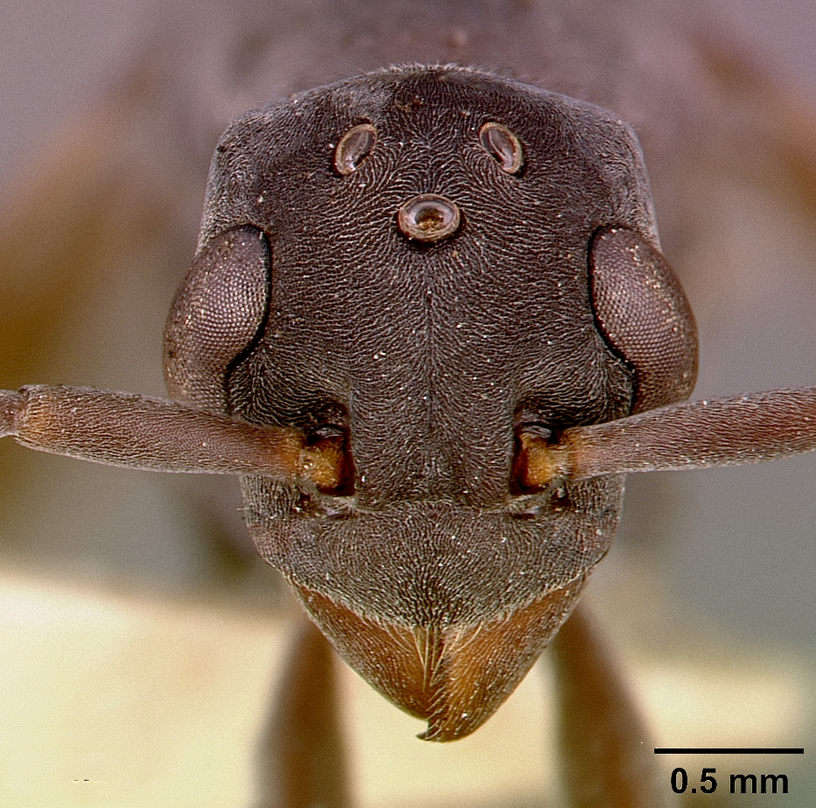
Голова самца
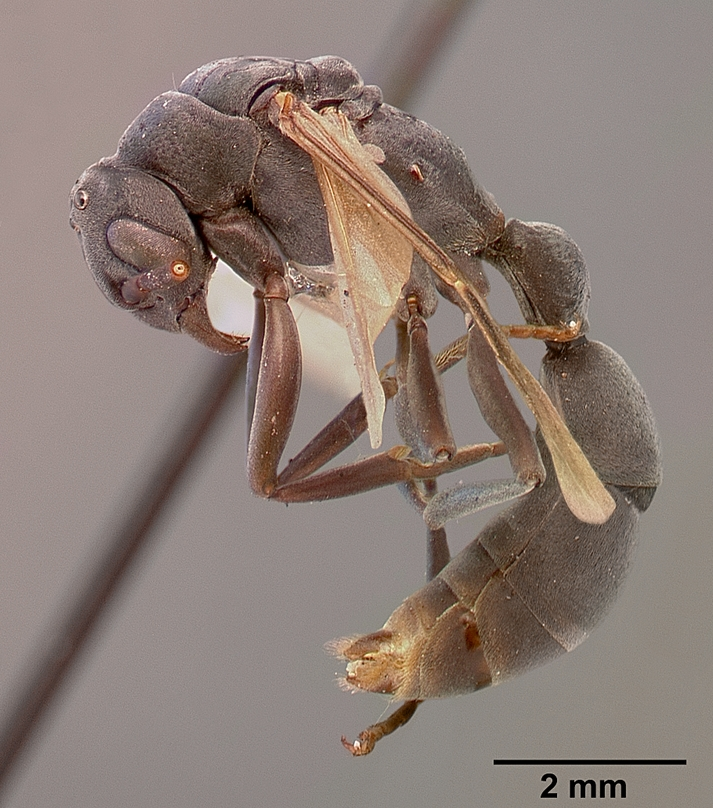
Самец
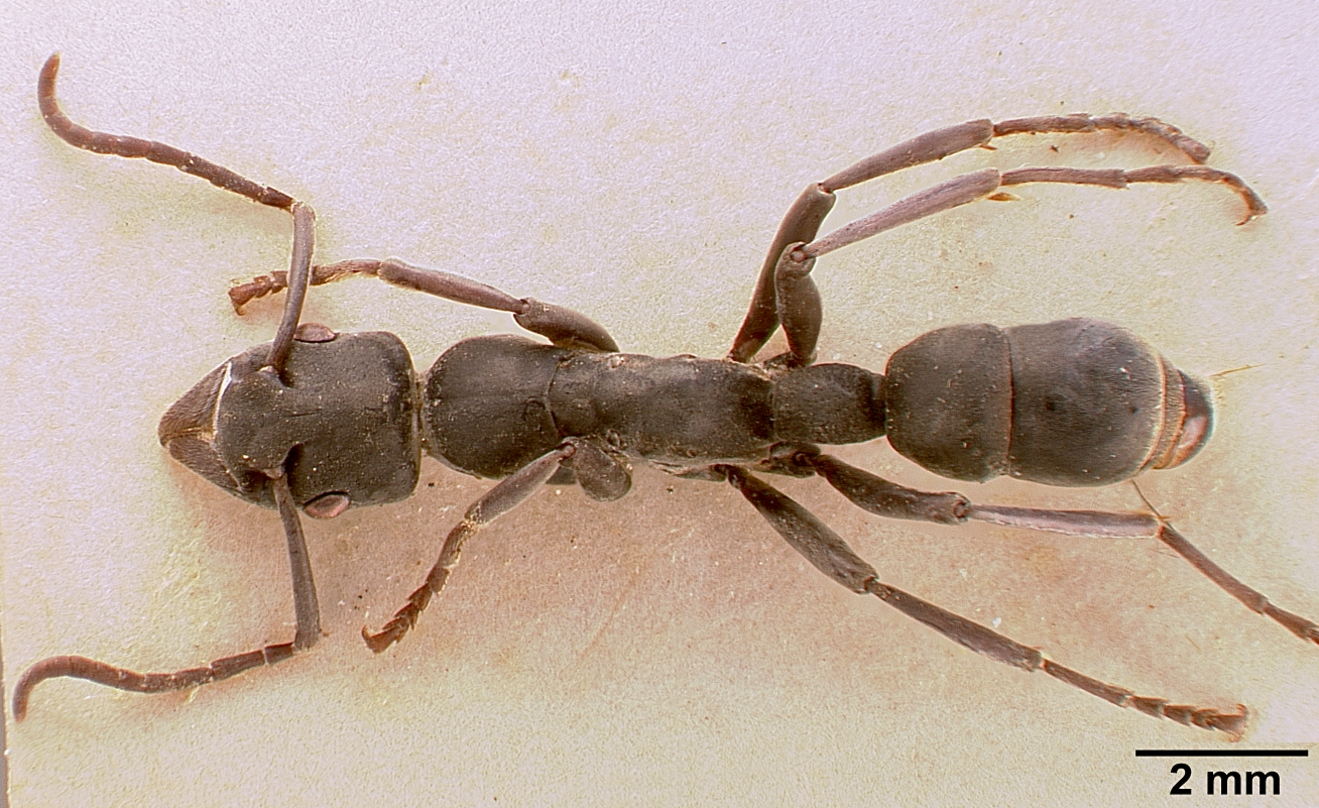
Рабочий сверху

## Таксономия и этимология
Вид был впервые описан в 1899 году итальянским мирмекологом Карлом Эмери по типовому материалу из Камеруна и назван в честь коллектора Conradt.